# Shinsekai
Shinsekai (新世界, litt. « Nouveau monde ») est un quartier du sud du centre-ville d'Osaka, dans l'arrondissement Naniwa-ku. Le quartier a été créé en 1912 avec comme modèles New York pour sa moitié sud et Paris pour sa moitié nord. À cet endroit, un parc d'attractions a été exploité de 1912 jusqu'à sa fermeture en 1923,.
À la suite d'une reconstruction minimale après la Seconde Guerre mondiale, le quartier est devenu l'un des plus pauvres du Japon. Malgré son image négative et sa réputation d’être le quartier le plus dangereux d'Osaka, Shinsekai bénéficie d'une histoire riche et d'une identité unique. Au début du XXe siècle, le quartier s'épanouit comme attraction touristique locale, la vitrine d'une ville qui se veut moderne. La pièce maîtresse du quartier est Tsūtenkaku (la "tour pour parvenir au ciel").

## Réputation du quartier
Si la stigmatisation qui entoure Shinsekai est méritée ou non est l'objet de débats. De nombreux habitants d'Osaka prétendent avoir peur d'y mettre les pieds. Le guide de voyage Lonely Planet Japan, avertit le visiteur d'y « être sur ses gardes » comme Shinsekai est peut-être la « chose la plus proche au Japon d'une zone dangereuse ». Cependant, la réputation de zone dangereuse doit beaucoup à l'activité criminelle des décennies avant les années 1990. À la place de la criminalité rampante, une grande communauté permanente de sans-abri s'est installée dans les zones autour de Shinsekai. Les sans-abri, souvent des hommes âgés, sont venus de tout le Japon à Osaka pour échapper à la stigmatisation dans leur ville natale. Le quartier héberge également une grande communauté de prostituées et de travestis.
Bien que son caractère miséreux est souvent mis en évidence, Shinsekai est également un quartier commercial. C'est un endroit pour restaurants bon marché, pour vêtements peu chers, avec des cinémas, des clubs de shogi et de mah-jong, et des pachinko.

## Restaurants et tourisme
Shinsekai a plusieurs restaurants de fugu, mais la spécialité culinaire du quartier est les kushikatsu. Le quartier regorge de restaurants de kushi-katsu offrant différents types de viande, de poisson, et des légumes panés et frits en brochette sur de petits bâtons pour environ 150 yens chacun.
Shinsekai est à côté du zoo de Tennoji, du Parc de Tennoji et du Musée Municipal des Beaux-Arts, à l'est. Au Sud, il y a Spa World, une grande onsen (station thermale).

## Les années 2000 et 2010
Le quartier est devenu populaire auprès des touristes étrangers et plusieurs groupes d'idols y ont leur salle de spectacle.

## Galerie d'images

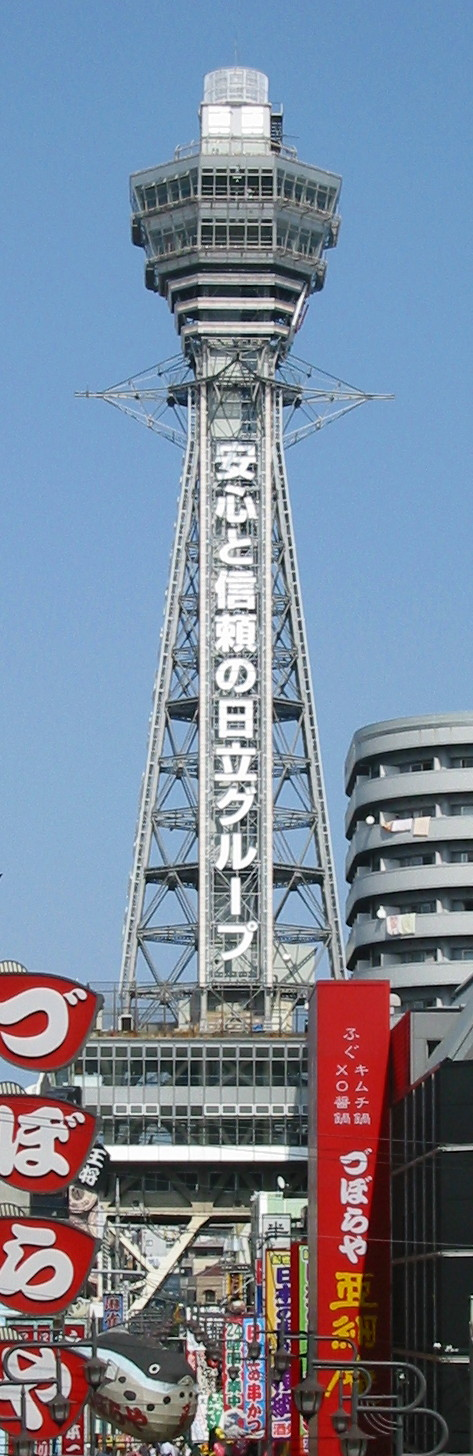
La tour Tsūtenkaku, côté sud.
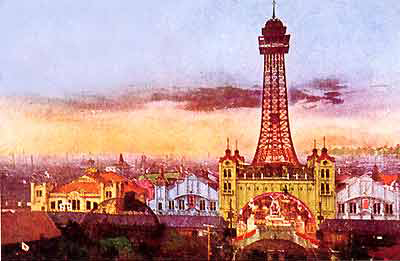
La première tour Tsūtenkaku, avec le Luna Park Shinsekai à l'avant-plan, vers 1912.
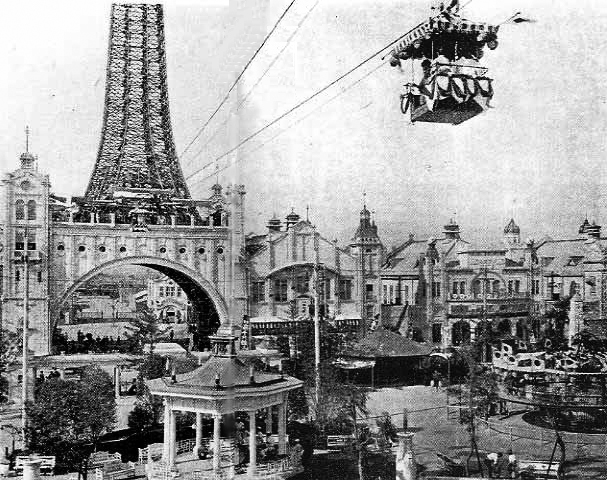
Le tramway aérien qui reliait la première tour Tsūtenkaku au Luna Park dans les années 1910.
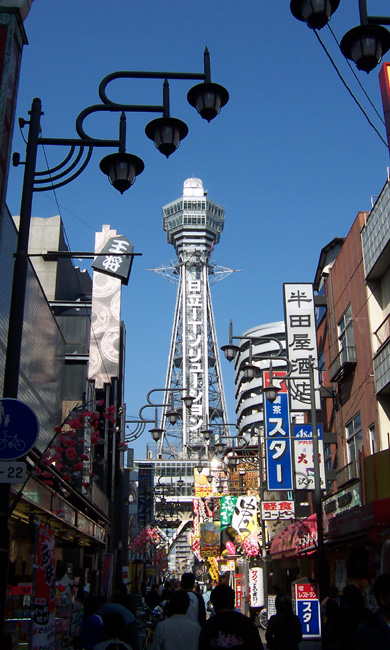
Shinsekai.
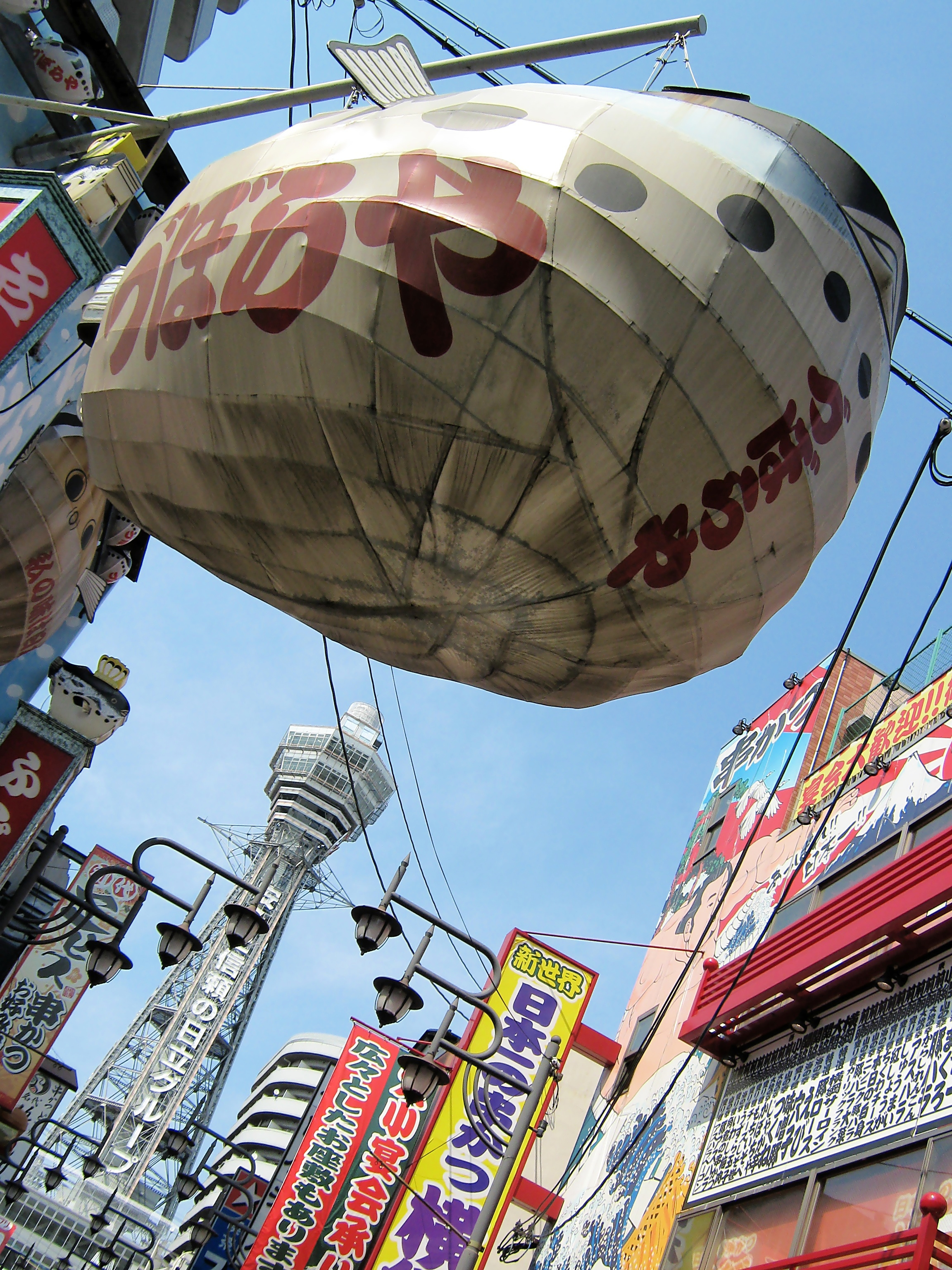
Shinsekai.
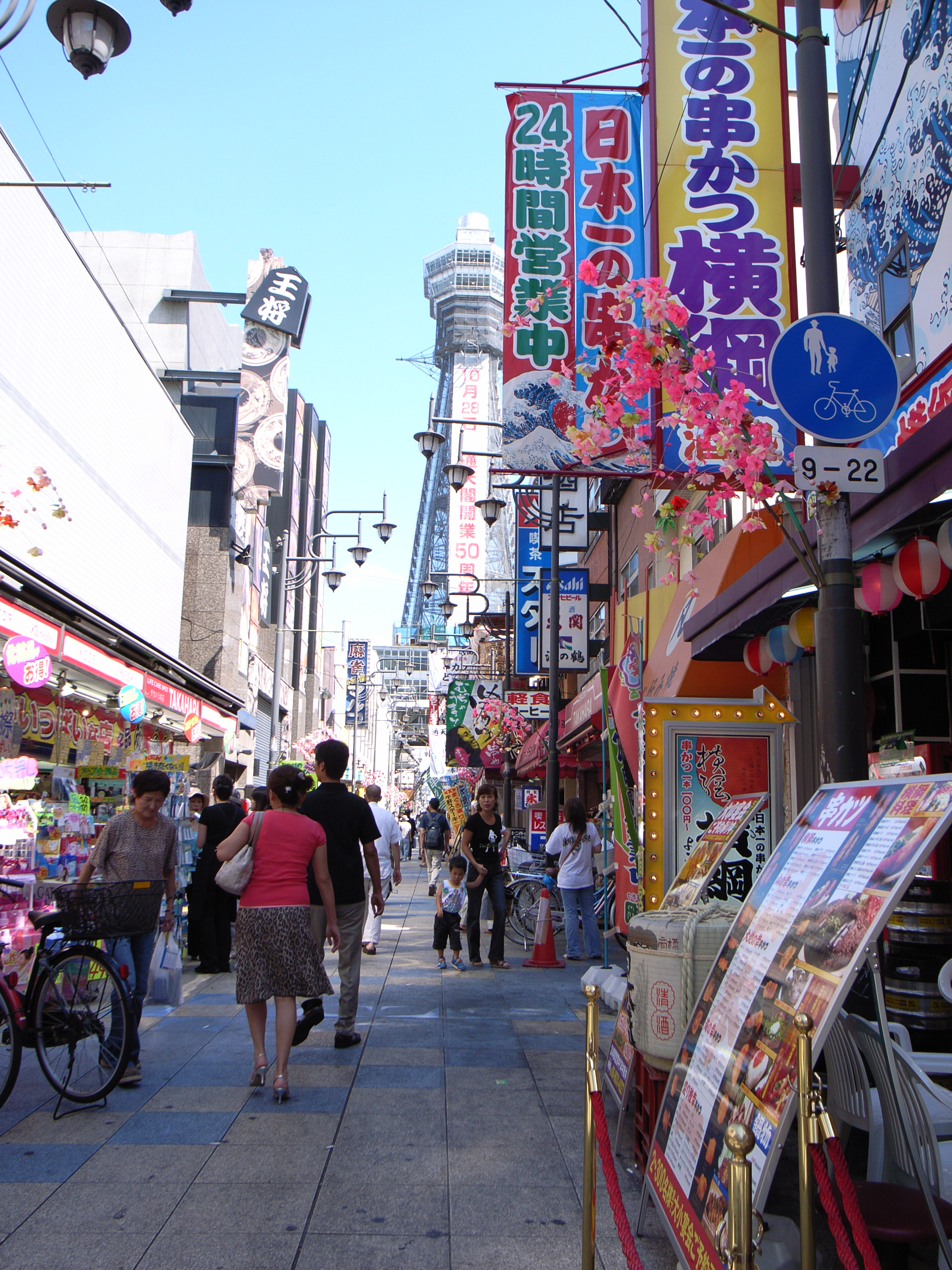
Shinsekai.